# 목포한빛초등학교
목포한빛초등학교는 대한민국 전라남도 목포시에 있는 초등학교다.

## 학교 연혁
- 2000. 01. 03 목포한빛초등학교 인가
- 2001. 03. 01 목포한빛초등학교병설유치원 개원
- 2001. 03. 01 목포한빛초등학교 개교
- 2001. 04. 06 목포한빛초등학교 개교기념식
- 2014. 09. 01 제6대 김상만 교장선생님 부임
- 2015. 02. 13 제14회 졸업식(졸업생 총 2,487명)
- 2015. 03. 01 20학급 492명 편제
- 2018. 02. 09. 제17회 졸업식(졸업생 총수 2,727명)
- 2018. 03. 21. 20학급 436명 편제
- 2019. 01. 10. 제18회 졸업식(졸업생 총수 2,804명)
- 2020. 01. 10. 제19회 졸업식(졸업생 총수 2,885명)
- 2020. 03. 01. 제9대 이수환 교장선생님 부임
- 2021. 01. 15. 제20회 졸업식(졸업생 총수 2,952명)
- 2021. 03. 02. 17학급 373명 편제
- 2023.03.01. 제10대 류을석 교장선생님 부임
- 2024.01.04. 제23회 졸업식(졸업생 약 75명)

## 학교상징
- 교훈 : 저마다 자랑, 더불어 한마음
- 학교명 : "한빛"은 '빛'에 '한'이라는 접두사를 붙여 만든 합성어로, 목포의 큰 빛이 되고, 바른 빛이 되어 천세만세 번창해 나가는 초등학교가 될 것을 표방하고 있다.
- 교화 : 철쭉
- 교색 : 녹색